# Queró d'Esparta
Queró o Caró (en llatí Chaeron o Charon, en grec Χαίρων o Χαρων) fou un polític espartà, favorable al tirà Nabis.
Va ser a Roma el 183 aC on era el líder dels exiliats del Peloponès, expulsats per la Lliga Aquea quan va ocupar Esparta el 188 aC i va restaurar en el poder als enemics de Nabis. Sembla que les gestions de Queró van tenir èxit i els exiliats van poder tornar el 182 aC, segons diuen Titus Livi i Plutarc.
El 181 aC tornava a ser a Roma com ambaixador per informar de l'admissió d'Esparta a la Lliga Aquea i dels termes en què s'havia fet la unió. Polibi el presenta com un jove llest i intel·ligent, però demagog.
El 180 aC va exercir breument la tirania a Esparta, malgastant el diner públic, i dividint les terres arrabassades als seus propietaris entre les classes més baixes. Apol·lònides i altres comissionats foren nomenats per comprovar aquestos procediments i examinar el comptes públics. Queró, veient el perill que representava, va fer assassinar secretament a Apol·lònides, el cap de la comissió. La Lliga Aquea el va acusar i el va portar a judici i fou tancat a la presó.